# Mamerto Esquiú
Mamerto de la Ascensión Esquiú OFM (ur. 10 maja 1826 w Piedra Blanca, zm. 10 stycznia 1883 w El Suncho) − argentyński franciszkanin, biskup diecezji Córdoby, błogosławiony Kościoła katolickiego.

## Życiorys
Urodził się 11 maja 1826 w Piedra Blanca w argentyńskiej prowincji Catamarca w rodzinie Santiago Esquiú i Marii de las Nieves Medina. Do franciszkanów wstąpił w Prowincji Wniebowzięcia Najświętszej Maryi Panny w klasztorze w San Fernando del Valle de Catamarca 31 maja 1836. Śluby zakonne złożył 14 lipca 1842. Został wyświęcony na kapłana 18 października 1848. Następnie pracował jako nauczyciel. Po wojnie urugwajskiej 9 lipca 1849 Mamerto Esquiú wygłosił kazanie, nawołujące do jedności wszystkich Argentyńczyków. W 1852 roku dwa jego kazania, dotyczące pokoju i braterstwa, zostały opublikowane i rozpowszechnione przez rząd federalny. W duchu służby społecznej zaakceptował wybór na członka rady rządu prowincji Catamarca. By powrócić do regularnego życia zakonnego w 1862 roku wyjechał do Boliwii, gdzie został misjonarzem i wykładowcą seminarium w Sucre. W 1870 roku senat argentyński wysunął jego kandydaturę na arcybiskupstwo w Buenos Aires. Ojciec Mamerto, by oddalić od siebie to wyniesienie, wyruszył z pielgrzymką do Ziemi Świętej, Asyżu i Rzymu. We Włoszech spotkał się z generałem zakonu Bernardynem z Portogruaro, który wezwał go do promocji życia wspólnotowego braci w Argentynie. W 1879 roku senat argentyński ponownie wysunął jego kandydaturę na biskupstwo, tym razem w diecezji Córdoby. Papież Leon XIII 27 lutego 1880 mianował o. Esquiú biskupem Córdoby. Sakra biskupia miała miejsce 12 grudnia 1880. Esquiú objął swą siedzibę biskupią 17 stycznia 1881. Jako biskup zabiegał o dobro duchowe wiernych swojej diecezji, szczególnie ludzi ubogich. Dbał o formację seminaryjną oraz dzieło misji ludowych. Zmarł 10 stycznia 1883 w Posta del Suncho.

## Beatyfikacja
Bp Esquiú został w 2005 ogłoszony sługą Bożym. 19 czerwca 2020 papież Franciszek podpisał dekret o heroiczności jego cnót, co otworzyło drogę do jego beatyfikacji. Uroczystości beatyfikacyjne zaplanowano na 13 marca 2021, jednak przesunięto je z powodu COVID-19 na 4 września 2021. Tego dnia w San José de Piedra Blanca w prowincji Catamarca w Argentynie Mamerto Esquiú został ogłoszony błogosławionym a uroczystości przewodniczył arcybiskup senior diecezji Tucumán kard. Luis Héctor Villalba.